# Бой у мыса Сарыч
Бой у мыса Сарыч — боевое столкновение Российской Черноморской эскадры с турецкими крейсерами «Явуз» и «Мидилли». Произошло 5 (18) ноября 1914 года. Бой свёлся к перестрелке между линкором «Евстафий» и «Гёбеном». Крейсер «Гёбен» получил сильные повреждения, однако, пользуясь преимуществом в скорости хода, германские крейсера смогли оторваться от русской эскадры и уйти.

## Предшествующие события
Удалённость Босфора и ограниченность сил Черноморского флота, требовавших периодической замены участвующих в операциях кораблей для ремонта и отдыха экипажей, не позволяли вести постоянную блокаду проливов. Превосходство «Гёбена» в скорости и вооружении, по сравнению с устаревшими русскими броненосцами, заставляло Черноморский флот выходить только соединениями, чтобы не допустить уничтожения кораблей поодиночке. В штабе Черноморского флота ориентировались на скорость «Гёбена» 29 узлов; фактически же из-за неполадок в котлах и некачественного ремонта в Турции корабль по-прежнему развивал скорость не более 24 узлов, однако и это было больше, чем у русских броненосцев. Для противодействия «Гёбену» командование Черноморского флота разработало метод совместной стрельбы группы броненосцев по одной цели. Случай проверить действенность метода представился во время боя у мыса Сарыч.
2 ноября Черноморский флот почти в полном составе вышел в поход для действий на морских коммуникациях у берегов Анатолии. Русские линкоры обстреляли Трапезунд, а минные заградители «Константин» и «Ксения» поставили мины у турецкого побережья. Получив известия об этом, Сушон решил перехватить противника на обратном пути в Севастополь и при благоприятной обстановке атаковать его по частям. Днём 4 ноября «Гёбен» (флаг контр-адмирала В. Сушона, германский командир — капитан-цур-зее Р. Аккерман) и «Бреслау» (фрегаттен-капитан Кеттнер) вышли из Босфора и направились к берегам Крыма.
В тот же день А. А. Эбергард, возвращавшийся с флотом в Севастополь, получил по радио уведомление от Морского генерального штаба о том, что «Гёбен» находится в море. Недостаток угля не позволил командующему Черноморским флотом предпринять поиски противника, и Эбергард, приказав усилить бдительность, продолжил двигаться прежним курсом, который, как вскоре выяснилось, вёл к встрече с германскими крейсерами.

## Ход боя
Встреча произошла 5(18) ноября юго-западнее Ялты у мыса Сарыч (широта 42°, долгота около 34°). В этой точке в 11:40 крейсер «Алмаз», шедший в 3,5 милях впереди кильватерной колонны из пяти броненосцев («Евстафий», «Иоанн Златоуст», «Пантелеймон», «Три Святителя» и «Ростислав») обнаружил большой дым и передал об этом прожектором на флагман. Одновременно противник выдал себя радиопереговорами, которые в тумане вели «Гёбен» с «Бреслау».
Русские корабли начали сокращать интервалы, миноносцы подтянулись к эскадре. Эбергард распорядился увеличить ход до 14 узлов. Через полчаса «Алмаз» донёс: «Вижу неприятеля по носу». По приказу командующего он начал отход к флоту, а вскоре отвернули и шедшие далеко на флангах между флотом и «Алмазом» крейсера «Память Меркурия» и «Кагул». Отход был своевременным — в скорости российские крейсера значительно уступали «Гёбену», и он мог бы успеть атаковать один из них.
Из-за державшегося вокруг сильного тумана дальнейший бой свёлся в основном к поединку «Гёбена» с видевшим его лучше всех «Евстафием» (капитан 1-го ранга В. И. Галанин). Управляющий огнём бригады старший артиллерист В. М. Смирнов находился на «Иоанне Златоусте» (капитан 1-го ранга Ф. А. Винтер), однако стелющийся туман и дым из труб «Евстафия» не позволил точно определить расстояние до противника. По этой причине переданное по радио расстояние «прицел 60» было на самом деле почти в полтора раза больше реального. Снаряды всех броненосцев бригады, кроме флагмана, летели с большими перелётами.
Контакт с противником, с момента первого выстрела, продолжался 14 минут. Перестрелка на параллельных курсах - 4 минуты. За это время русские корабли выпустили с дистанции 34 — 40 кабельтовых (6,3 — 7,4 км) 30 снарядов главного калибра («Евстафий» — 12, «Иоанн Златоуст» — 6, «Три Святителя» (капитан 1-го ранга В. К. Лукин)  — 12). «Пантелеймон» (капитан 1-го ранга М. И. Каськов) из-за дыма и мглы противника не видел и огня не открывал. Не стрелял по «Гёбену» и отставший от эскадры «Ростислав» (капитан 1-го ранга К. А. Порембский), броненосец сделал несколько выстрелов по «Бреслау» — два 254-мм и шесть 152-мм снарядов. «Бреслау» сразу заспешил перейти на «подбойный» борт «Гёбена» и избежал попаданий.
Вскоре после первого залпа «Евстафия» начальник Минной бригады флота капитан 1-го ранга М. П. Саблин, находившийся на «Гневном», повёл эскадренные миноносцы в атаку, но спустя 10 минут отменил её по приказу командующего флотом.
Первый же двухорудийный залп флагманского броненосца «Евстафий» накрыл «Гёбен». Снаряд попал в каземат 150-мм орудий № 3 и, пробив броню, вызвал пожар зарядов. Германский крейсер начал стрелять примерно через 50 секунд и его первый залп лег перелетом, но дальше начались попадания. Всего «Евстафий» получил 2 прямых попадания в батарею 152-мм орудий правого борта.  Кроме того, один снаряд навылет пробил среднюю трубу, другой разорвался у борта. Через 14 минут, пользуясь преимуществом в скорости, германский крейсер вышел из боя.

## Потери
По сообщению русского Морского генерального штаба на «Евстафии» 33 человека было убито и 25 ранено. Были убиты лейтенант Мязговский Евгений Александрович, мичманы Эйлер Николай Владимирович, Григоренко Сергей Аполлонович, Семенов Николай Николаевич и 29 нижних чинов. Были ранены 24 нижних чина, из них 19 — тяжело. "Командир плутонга нестрелявшего борта мичман Гнилосыров Николай Павлович смертельно ранен в 16 каземате осколком от разрыва на противоположном борту снаряда из 4-го залпа «Гебена» (рапорт командира «Евстафия» капитана 1 ранга В. И. Галанина, РГАВМФ. Фонд 609. Опись 1. Дело 385. Лист 52-54). Скончался в Севастопольском морском госпитале 6.11.1914. Исключен из списков (Высочайший приказ от 17.11.1914).
8.11.1914 на Михайловском кладбище Северной стороны Севастополя состоялись торжественные похороны нижних чинов. После заупокойной молитвы в Адмиралтейском Николаевском соборе Севастополя тела двух погибших в том бою офицеров — лейтенанта Мязговского и мичмана Григоренко, в тот же день были отправлены для погребения в Николаев, тело мичмана Семенова — в Воронеж, а мичмана Эйлера — в Петроград. В метрической книге Адмиралтейского Николаевского собора Севастополя записано о захоронении мичмана Н. П. Гнилосырова на «общем городском кладбище» Севастополя.
Линкор «Евстафий» получил незначительные повреждения, в результате которых на месяц вышел из строя. Другие корабли русской эскадры потерь и повреждений не имели.
«Гёбен» получил довольно серьезные повреждения: три 305-мм попадания и 11 — снарядами среднего калибра. Один снаряд лег у второй трубы, вызвав пожар в каземате № 3 150-мм орудий. По немецким данным было только одно попадание. На «Гёбене» в каземате № 3 все 12 человек артиллерийского расчета погибли. Кроме того, 4-6 человек прислуги артиллерийского погреба и каземата № 4 скончались после боя от отравления ядовитыми газами. На «Явузе» было 13 погибших и трое раненых. На «Мидилли» погибших и раненых не было. Для «Гёбена» этот бой обернулся двухнедельным выводом из строя (через три недели он снова вышел в море).